# Gwer West
Gwer West è una delle ventitré aree a governo locale (local government areas) in cui è suddiviso lo Stato di Benue, nella Repubblica Federale della Nigeria. Si estende su una superficie di 1.094 km² e conta una popolazione di 122.145 abitanti.